# Dermogenys robertsi
Dermogenys robertsi är en fiskart som beskrevs av Meisner 2001. Dermogenys robertsi ingår i släktet Dermogenys och familjen Hemiramphidae. Inga underarter finns listade i Catalogue of Life.